# Івановська Парасковія Семенівна
Івано́вська Параско́вія Семенівна (по чоловіку Волошенко;15(3) листопада 1852, село Соковнино, Мещеринська волость, Чернський повіт, Тульська губернія, Російська імперія — 19 вересня 1935, Полтава
, УРСР, СРСР) — російська революціонерка, терористка, член партії «Народна воля» та партії соціалістів-революціонерів.

## Життєпис
Народилася у селі Соковнино Чернского повіту Тульскої губернії (нині Плавского району Тульскої області) у сім'ї православного священика. Окрім Парасковії у сім'ї виховувалися сестри Олександра, Євдокія; брати — Василь, Іван та Петро.
Сестра Євдокія Семенівна Івановська — дружина письменника Володимира Галактіоновича Короленка, брат Василь Семенович — революціонер-народник, лікар.
Навчалася у Тульском духовном училищі, а потім Аларчинських курсах у Петербурзі.
У другій половині 1870-х років входила до народницьких гуртків у Одесі. Зокрема, долучилася до гуртка пропагандистів, які з часом розачарувалися у методах мирної пропаганди й поступово переходилина шлях терору. У цьому гуртку перебував й майбутній чоловік Інокентій Волошенко. 20 липня 1878 року була присутня на процесі І. М. Ковальського та його товаришів. Заарештована в Одесі у 1878 році, після трьохмісячного ув'язнення відправлена на батьківщину до батька для очікування подальшого рішення.
Виїхала до Румунії, де на той час проживав її брат Василь Семенович.
Навесні 1880 року повернулася до Росії, примкнула до партії «Народна воля», брала участь в устрої конспіративних квартир й друкарень.
Заарештована у вересні 1882 року у Вітебську. Судилася у 1883 році на процесі 17-ти народовольців. Засуджена до смертної страти, яка була замінена на безстрокову каторгу. Ув'язнення відбувала на Карійській каторзі. У травні 1897 року переведена у каторжную в'язницю у с. Новий Акатуй.
У 1898 році вийшла на поселення у Баргузинський округ, де пробула чотири роки. 1902 року переведена до Чити, звідки у 1903 році здійснила втечу.
Прибувши до Петербургу, увійшла у склад бойової організації партії соціалістів-революціонерів. Брала участь у підготовці вбивства В. К. Плеве. Під виглядом кухарки жила на конспіративній квартирі з Борисом Савінковим, Дорою Бриліант та Єгором Сазоновим.
Після вбивства Плеве 15 липня 1904 року виїхала через Одессу до Румунії, де жив у еміграції її брат Василь Івановський. Наприкінці 1904 року жила у Женеві.
14 січня 1905 року повернулася до Росії, де продовжила терористичну діяльність.
У якості зв'язкової працювала у есерівській терористичній групі, що готувала убивства Великого князя Володимира Олександровича, Трепова, Дурново й Булигина.
16 березня арештована поліцією, у ті ж дні був арештований весь склад бойової організації у Петербурзі (17 осіб). Перебувала у Будинку попереднього ув'язнення до листопада 1905 року, коли була звільнена за амністією. Після цього відійшла від політичної діяльності.
Переїхала з чоловіком до Полтави.
Після смерті чоловіка жила у сім'ї В. Г. Короленка, займалася організацією літературно-меморіального музею В. Г. Короленка.

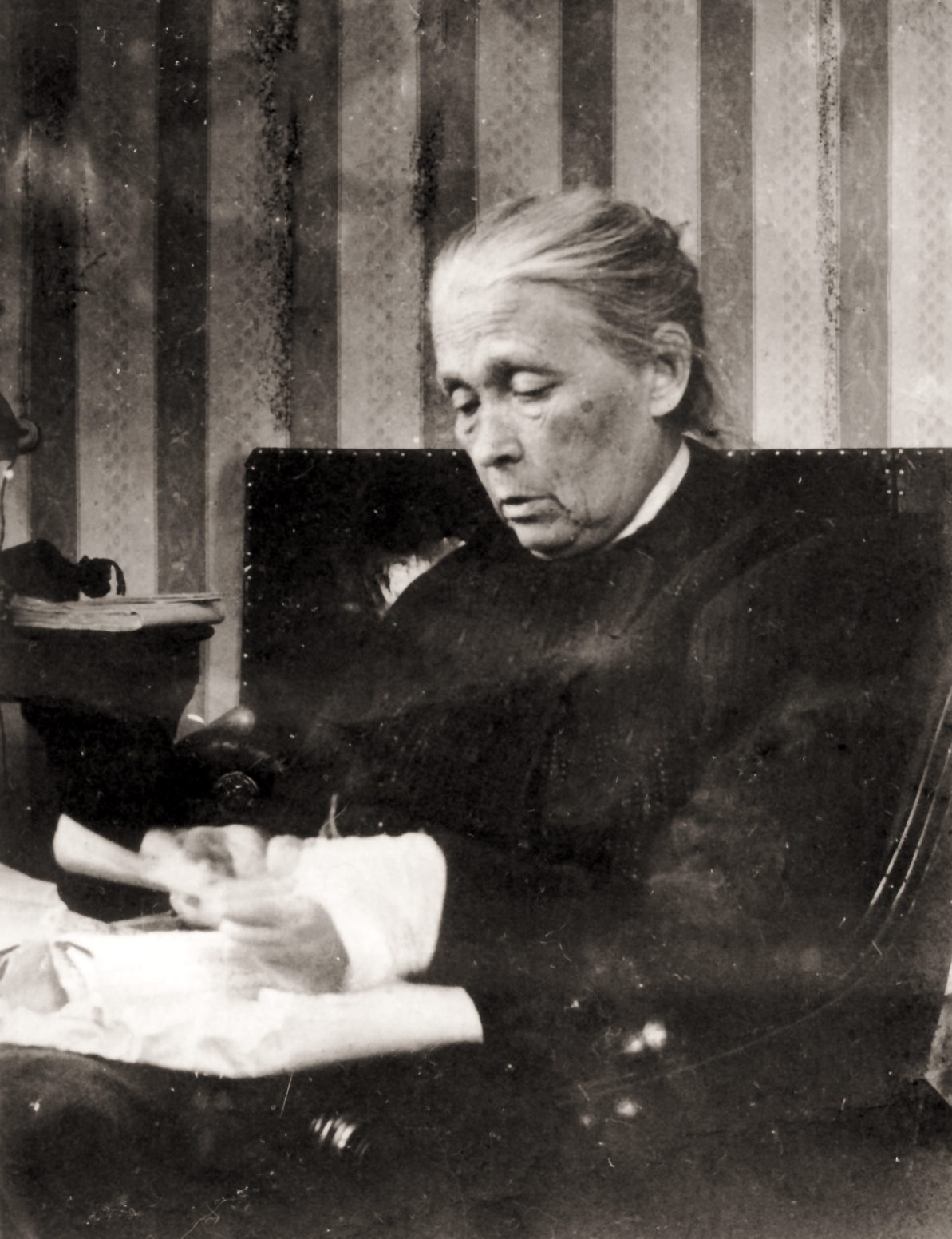
Парасковія Івановська у старості

Член Товариства колишніх політкаторжан й ссильнопоселенців, авторка спогадів.
Померла у Полтаві 19 вересня 1935 року.

## Сім'я
Чоловік — Інокентій Федорович Волошенко (народ. 1848 чи 1849 — січень 1909).
Брати:
- Івановський Василь Семенович
- Івановський Іван Семенович (народ. близько 1859 року) — вихованець Белевської духовної семінарії. Залучався до дізнання у лютому 1876 року по звинуваченню в участі у антиурядовому товаристві для пропаганди у народі: поширював серед семінаристов заборонені видання. Виключений з семінарії, близько двох років перебував у Тульской тюрмі. За височайшим повелінням 17 липня 1877 року справа по ньому вирішена в адміністративному порядку з установою за ним негласного нагляду.
- Івановський Петро Семенович (народ. близько 1863 року) — навчався на дому у брата Василя, а після його арешту перейшов на квартиру Євдокії Семеновни Івановської, де й був заарештований у віці 13 років. Залучався до дізнання у лютому 1876 року у Москві по звинуваченню в участі в антиурядовому товаристві для пропаганди у народі. Звільнений через три тижня. За височайшим повелінням 17 липня 1877 року справа по ньому припинена.

Сестри:
- Євдокія Семенівна Івановська
- Олександра Семенівна Івановська